# Tom Abel
Tom Abel, né le 3 septembre 1970, est un cosmologiste américain. 

## Biographie
Il fut le premier à simuler l'effondrement gravitationnel d'une étoile massive pauvre en métaux appartenant aux premières  générations d'étoiles dans l'univers. Ce travail a été mené en collaboration avec Greg L. Bryan et Michaël L. Norman. Il a été publié dans la revue Science.
Il travaille actuellement à l'Institut Kavli pour l'astrophysique des particules et la cosmologie. Il a obtenu en 2000 son doctorat (Ph. D.) à l'université Louis-et-Maximilien de Munich.
De surcroît, il est professeur à l'université Stanford à Palo Alto en Californie. Ses principaux centres d'intérêt sont :
- la formation des premières étoiles ;
- la formation des structures cosmologiques et la réionisation ;
- la dynamique des fluides en astrophysique ;
- le transfert radiatif.